# Volyně
Volyněⓘ (niem. Wolin) − miasto w Czechach, w kraju południowoczeskim.
Według danych z 31 grudnia 2003 powierzchnia miasta wynosiła 2 058 ha, a liczba jego mieszkańców 3 190 osób.

## Demografia
| Rok             | 1970  | 1980  | 1991  | 2001  | 2003  |
| --------------- | ----- | ----- | ----- | ----- | ----- |
| Liczba ludności | 2 970 | 3 162 | 3 251 | 3 194 | 3 190 |

Źródło: Czeski Urząd Statystyczny